# Equació de Steinmetz

Figura 1, Diagrama que mostra com un nucli laminat en un transformador evita les pèrdues de potència a causa dels corrents de Foucault. El dibuix de l'esquerra mostra un nucli de transformador de ferro sòlid. El corrent altern al bobinatge del transformador (no mostrat) crea un camp magnètic altern (B, fletxes verdes) dins del nucli d'acer del transformador. Com que el nucli és conductor de l'electricitat, el camp indueix llaços circulants de corrent elèctric al nucli (I, línies vermelles) anomenats corrents de Foucault a causa de la llei d'inducció de Faraday, que flueixen en plans perpendiculars al camp. El corrent que travessa la resistència del nucli dissipa energia en forma de calor, provocant pèrdues de potència. Per reduir les pèrdues de potència, en lloc d'un nucli sòlid (esquerra), molts transformadors utilitzen un nucli laminat (dreta). El nucli està format per una pila de laminacions primes d'acer, amb un recobriment no conductor (C) a la superfície. Els corrents de Foucault no poden passar d'una laminació a la següent, de manera que els únics corrents de Foucault que poden fluir han de fluir dins del gruix de cada laminació individual. Com que la magnitud del corrent és proporcional a l'àrea tancada pel bucle, això redueix molt els corrents de Foucault i, per tant, l'energia perduda al nucli.

L'equació de Steinmetz, de vegades anomenada equació de potència, és una equació empírica que s'utilitza per calcular la pèrdua total de potència (pèrdues del nucli) per unitat de volum en materials magnètics quan estan sotmesos a un flux magnètic extern variable sinusoïdalment. L'equació rep el nom de Charles Steinmetz, un enginyer elèctric alemany-americà, que va proposar una equació similar sense la dependència de la freqüència el 1890. L'equació és:
{\displaystyle P_{v}=k\cdot f^{a}\cdot B^{b}}
on {\displaystyle P_{v}} és la pèrdua de potència mitjana temporal per unitat de volum en mW per centímetre cúbic, {\displaystyle f} és la freqüència en kilohertz, i {\displaystyle B} és la densitat màxima de flux magnètic; {\displaystyle k}, {\displaystyle a}, i {\displaystyle b}, anomenats coeficients de Steinmetz, són paràmetres del material que es troben generalment empíricament a partir de la corba d'histèresi BH del material per ajustament de corba. En els materials magnètics típics, tots els coeficients de Steinmetz varien amb la temperatura.
La pèrdua d'energia, anomenada pèrdua de nucli, es deu principalment a dos efectes: la histèresi magnètica i, en els materials conductors, els corrents de Foucault, que consumeixen energia de la font del camp magnètic, dissipant-la com a calor residual en el material magnètic. L'equació s'utilitza principalment per calcular les pèrdues de nucli en nuclis magnètics ferromagnètics utilitzats en motors elèctrics, generadors, transformadors i inductors excitats per corrent sinusoïdal. Les pèrdues del nucli són una font econòmicament important d'ineficiència en les xarxes i els aparells elèctrics de corrent altern (CA).